# Bert Nordberg

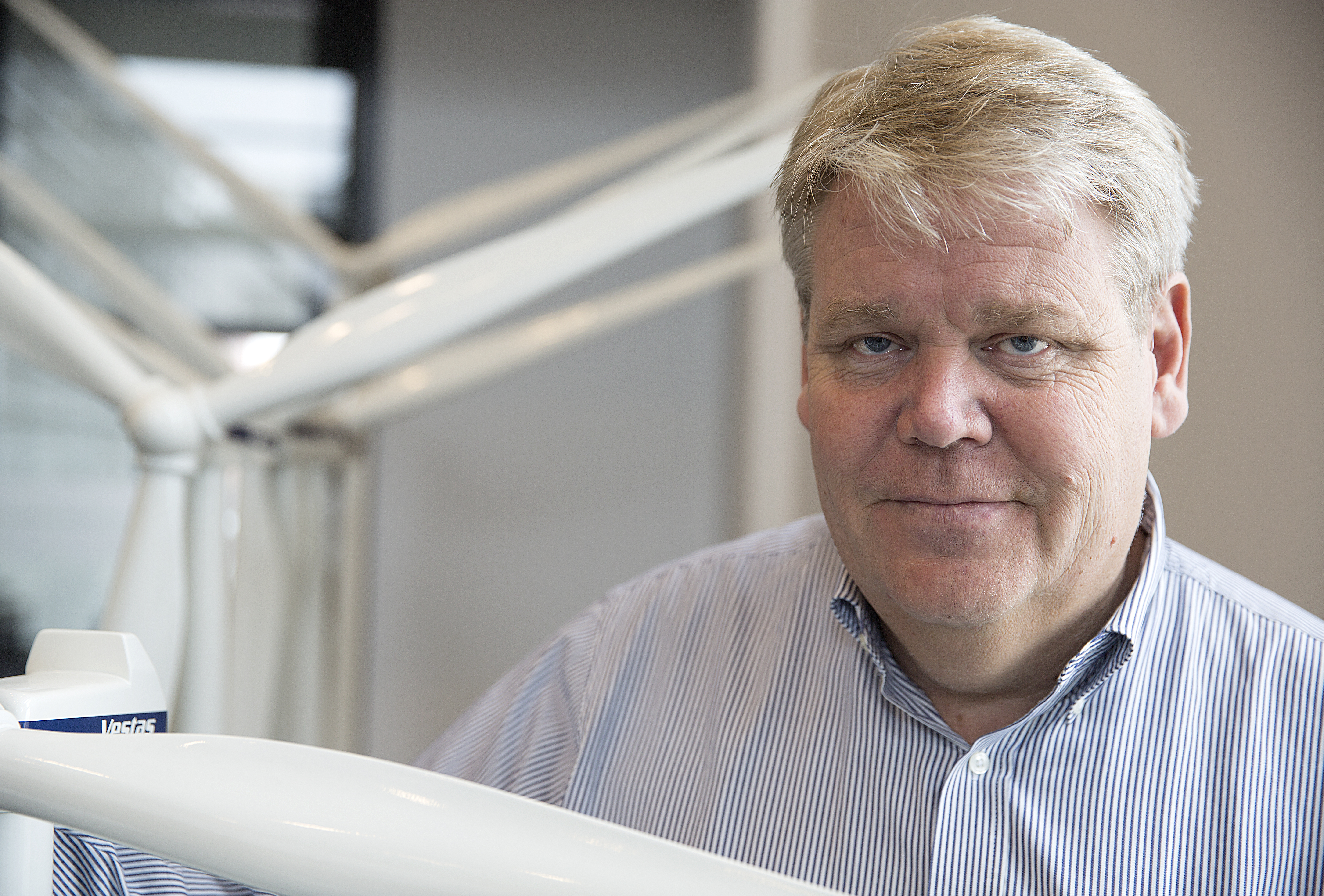
Bert Nordberg (2013).

Bert Nordberg, född 1956 i Malmö, är en svensk ingenjör, företagsledare och styrelseproffs.
Från 1 september 2009 till maj 2012 var han vd för Sony Mobile (tidigare Sony Ericsson), därefter bolagets styrelseordförande fram till årsskiftet 2012/2013.
Nordberg har en ingenjörsutbildning i elektroteknik (examen 1978), och arbetade inledningsvis inom svenska Marinen på Berga örlogsbas. Han har även studerat management och ekonomi vid INSEAD. 1985 till 1996 arbetade han vid Data General och Digital Equipment Corporation, och har sedan 1996 arbetat på olika befattningar inom Ericsson.
Nordberg blev utsedd till Chair of the Year 2016 i Danmark hos Pwc och Nordic Chair of the Year 2016 22. mars 2017 hos KPMG i Stockholm. 